# کورت گرشتاین
کورت گرشتاین (۱۱ اوت ۱۹۰۵–۲۵ ژوئیه ۱۹۴۵) افسر اس‌اس آلمان نازی و رئیس خدمات فنی ضدعفونی وافن اس‌اس (به آلمانی: Hygiene-Institut der Waffen-SS) بود. گرشتاین پس از دیدن کشتارهای دسته جمعی در اردوگاه‌های پاکسازی بلزک و تربلینکا و در تلاش برای آگاهی‌رسانی به جامعه بین‌المللی دربارهٔ هولوکاست، گزارش مفصلی به دیپلمات سوئدی گوران فون اوتر و همچنین دیپلمات‌های سوئیسی، اعضای کلیسای کاتولیک روم در ارتباط با پاپ پیوس دوازدهم و دولت در تبعید هلند داد. در سال ۱۹۴۵، پس از تسلیم شدن، او گزارش گرشتاین را نوشت که تجربیات وی از هولوکاست را پوشش می‌داد. وی در حین بازداشت در فرانسه بر اثر خودکشی درگذشت.